# Desmeocraera imploratrix
Desmeocraera imploratrix är en fjärilsart som beskrevs av Sergius G. Kiriakoff 1958. Desmeocraera imploratrix ingår i släktet Desmeocraera och familjen tandspinnare. Inga underarter finns listade i Catalogue of Life.